# Žebřice pyrenejská
Žebřice pyrenejská (Libanotis pyrenaica) je statná, bílé rozkvétající planě rostoucí rostlina. Je to druh rodu žebřice, který je svým vzhledem typický pro čeleď miříkovitých.

## Platnost rodu
Taxonomické postavení rodu žebřice je stále kontroverzní. Je považována buď za samostatný rod, nebo za součást široce pojatého rodu sesel (Seseli). V některých evropských zemích se pro žebřici pyrenejskou používá název Seseli libanotis, ale v České republice, na Slovensku, v Polsku a Rusku je žebřice uznávána jako samostatný rod. Jako argumenty pro samostatnost slouží tvary kališních lístků, přítomnost listenů obalu, krátké chloupky dvounažky a znaky na pylových zrnech. Rod sesel v širokém pojetí zahrnuje přibližně 100 druhů, v úzkém asi 80. Samostatný rod žebřice je dělen do 10 až 30 druhů.

## Taxonomie
Žebřice pyrenejská se vyskytuje v několika poddruzích. V České republice roste výhradně nominální poddruh
- žebřice pyrenejská pravá (Libanotis pyrenaica subsp. pyrenaica),

kdežto na Slovensku poddruhy:
- žebřice pyrenejská prostřední (Libanotis pyrenaica subsp. intermedia)
- žebřice pyrenejská horská (Libanotis pyrenaica subsp. bipinnata).[1][3][4]

## Rozšíření
Samovolně vyrůstá s nestejnou intenzitou ve velké části Evropy. Na severu její areál zasahuje jihovýchod Anglie a jih Skandinávie, na západě Francii a na jihu Apeninský a Balkánský poloostrov. Směrem na východ tento taxon proniká v oblasti Karpat a dále přes evropské Rusko až na střední Sibiř, do Mongolska a západní Číny. V ČR se její četnost snižuje směrem na západ. Na Moravě je hojnější, vyskytuje se v okolí Moravského krasu a Moravské brány a dále v Pomoraví, Podyjí, v Bílých Karpatech a na Opavsku. V Čechách roste v Polabí, Českém středohoří a na Českokrumlovsku.
Prvotně vyrůstá na travnatých a křovinatých stráních, skalnatých nebo suťovitých lesních lemech a světlinách, kde není zastíněna. Druhotně roste na náspech železničních tratí a cest, na kamenitých březích řek a kanálů, v kamenolomech a štěrkovnách. Zajímavý je její výskyt v okolí hradů a zřícenin, z něhož se vyvozuje, že tam snad byla dříve uměle vysazována. Obvykle roste v teplých a sušších oblastech v na živiny poměrně chudých půdách s bazickým, zejména vápencovým podložím, snáší ale i těžké jílovité půdy. Vyskytuje se hlavně ve společenstvech svazů Geranion sanguinei a Seslerio-Festucion glaucae.

## Popis
Dvouletá až vytrvalá rostlina dorůstající do výše 60 až 120, ojediněle i 200 cm, která může být lysá nebo chlupatá. Z krátkého, kroužkovaného, asi 3 cm širokého oddenku vyrůstá přímá, silně rozvětvená lodyha s hlubokými rýhami, která má na bázi chomáč vláken po odumřelých listech. V obrysu eliptické až široce eliptické, téměř 40 cm dlouhé přízemní listy s oblým řapíkem s jemným žlábkem mají čepel nejčastěji 2krát lichozpeřenou. Jejich lístky jsou eliptické až vejčité, peřenosečné či hrubě zubaté. Lodyžní listy se stopkou hustě chlupatou jsou menší, úzce eliptické a dlouhé jen do 15 cm, míň dělené a mají kratší řapík přecházející v objímavou pochvu, nejhořejší listy jsou přisedlé. Zřetelnou odlišností od podobných rostlin je výrazně větší dolní úkrojek než ostatní, což je způsobeno křížovým postavením nejnižšího páru lístků.
Rostlina vykvétá květy sestavenými do květenství okolíků, které jsou složené z 20 až 40 okolíčků tvořených 35 až 45 květy. Okolíky mají krátce chlupatou stopku 3 až 4 cm dlouhou, jejich obal tvoří 5 až 8 brvitých listenů 5 až 15 mm dlouhých. Okolíčky mají hranaté stopky, které se po dozrání plodů ohýbají dovnitř, jejich obalíčky jsou z 10 až 15 čárkovitých listenů o délce květní stopky nebo i delší. Pětičetné květy jsou oboupohlavné. Za plodu opadavé kališní cípy asi 1 mm dlouhé jsou čárkovité až vejčitě kopinaté a pýřité. Okrouhle vejčité korunní lístky asi 1 mm velké jsou bílé nebo narůžovělé. Květy jsou entomogamní, opylovány jsou létajícím hmyzem.
Plodem je obvykle hustě chlupatá dvounažka dlouhá do 4 mm a široká až 2,5 mm, která se dělí na dva krátce chlupaté plůdky, jež později olysávají. Asi do třetiny jejich délky dosahuje nazpět ohnutá suchá čnělka. V ČR jsou známe dvě ploidní úrovně: 2n = 22 a 2n = 44, přičemž diploidní rostliny se vyskytují spíše v Čechách a tetraploidní jsou častější na Moravě.

## Ohrožení
Žebřice pyrenejská je považována za rostlinu vyskytující se poměrně vzácně a přibližující se ke stavu ohrožení. Ve třetím vydání "Červeného seznamu cévnatých rostlin České republiky" byla proto zařazena do skupiny druhů vyžadujících si další pozornost (C4a).

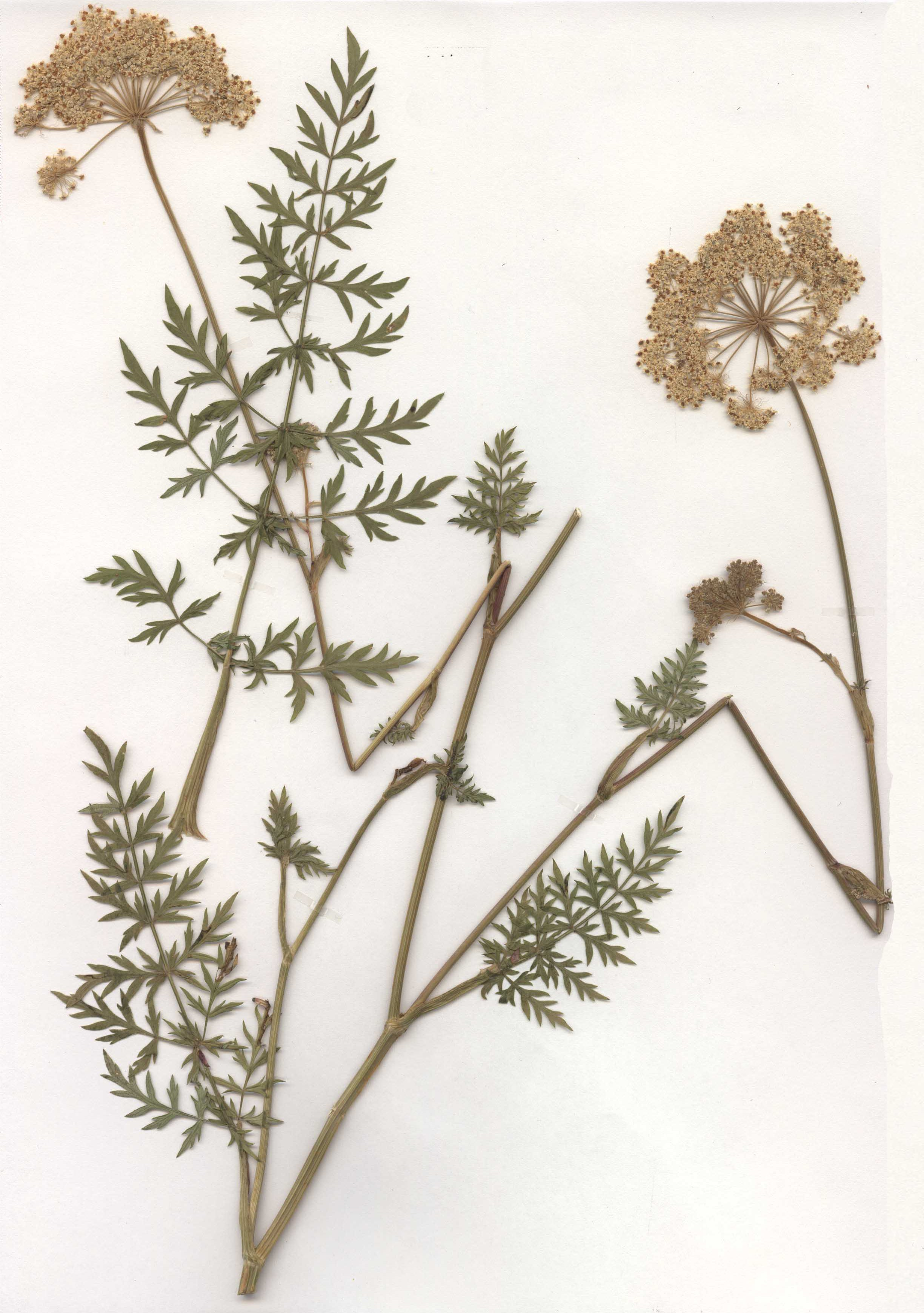
Herbář
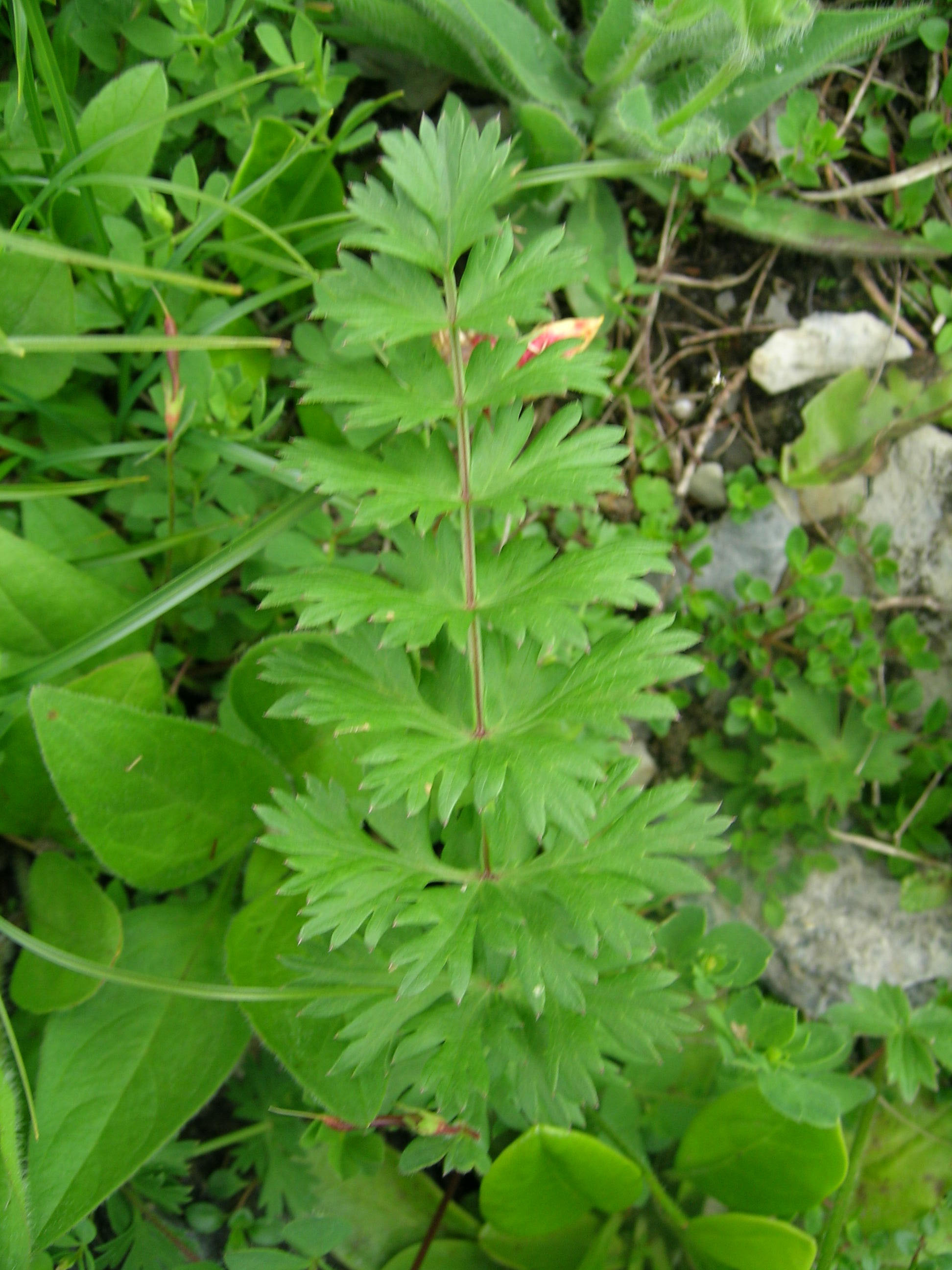
List
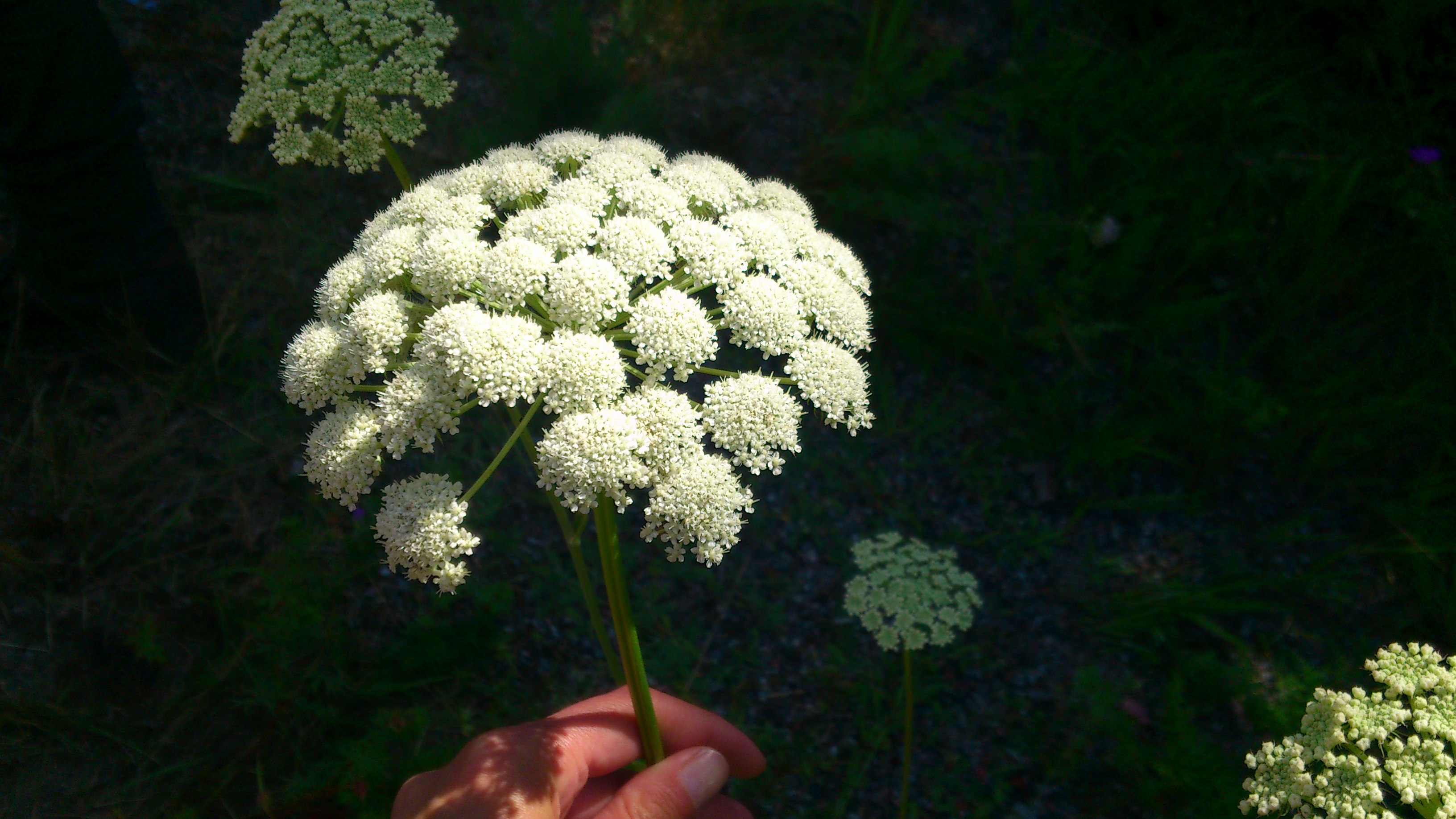
Okolík
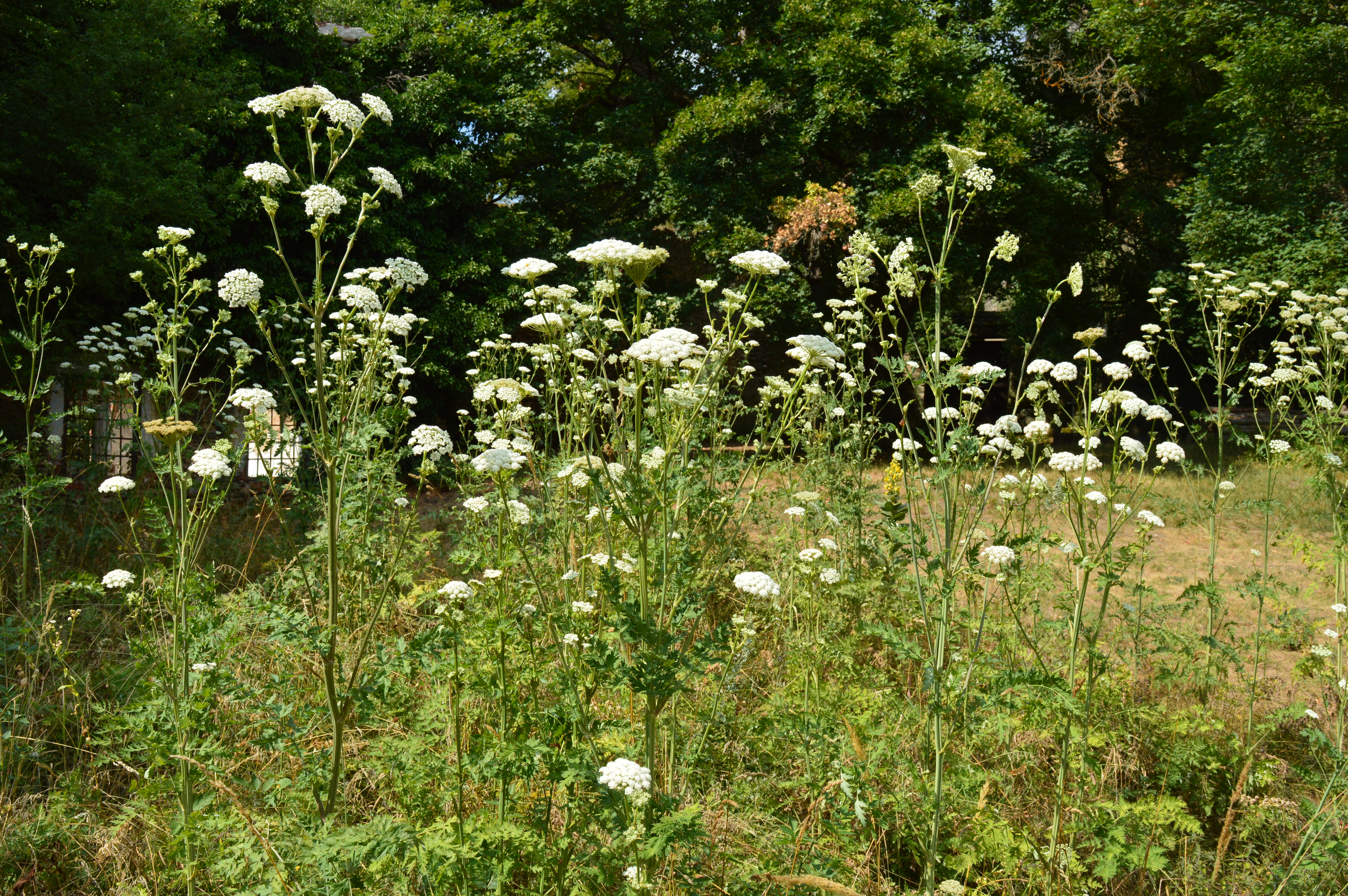
Habitus